# Sack (American Football)

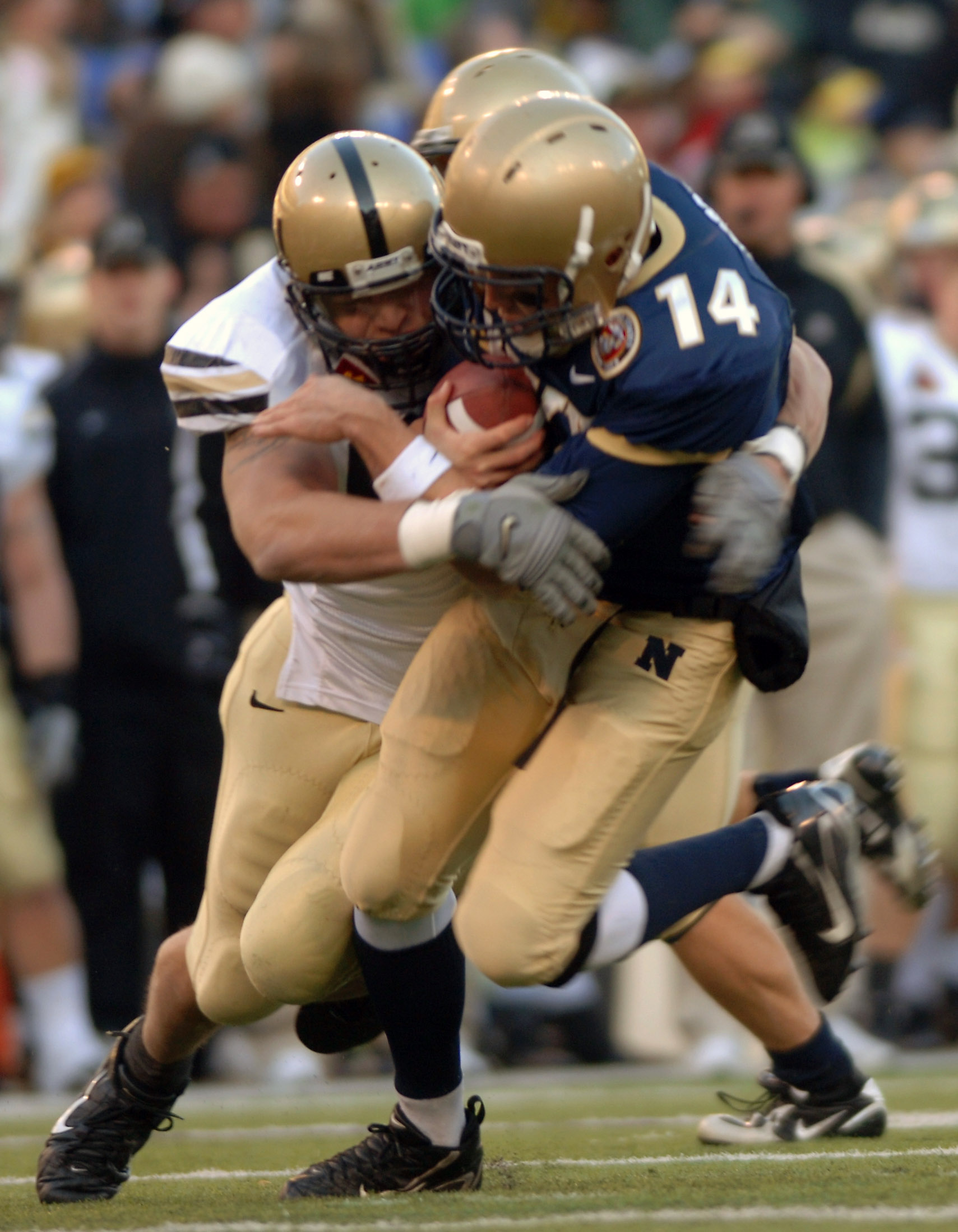
Ein Quarterback wird gesackt

Im American Football bezeichnet man es als Sack (auch Quarterback Sack), wenn der Quarterback (oder ein anderer Spieler) bei einem Passversuch hinter der eigenen Line of Scrimmage zu Fall gebracht wird, bevor er den Pass werfen konnte. Ebenfalls als Sack gewertet werden Spielzüge, bei denen der Quarterback in der Pocket – ohne dass seine Absicht (zu passen oder laufen) ersichtlich ist – getackelt wird oder auf Grund des Drucks durch die Defense hinter der Line of Scrimmage ins Seitenaus läuft. Ein Laufversuch hingegen, den der Quarterback oder ein anderer Spieler unternimmt und der hinter der Line of Scrimmage endet, zählt nicht als Sack, sondern wird in der Statistik als Tackle for Loss geführt.
Hingegen zählt es als Sack, wenn die Defense einen Fumble auf oder hinter der Line of Scrimmage erzwingt und erobert.
Nach einem Sack ist der Versuch beendet und die Position des Balls beim Sack bestimmt die neue Line of Scrimmage. Dies bedeutet im Normalfall einen Raumverlust für die angreifende Mannschaft (nie jedoch einen Raumgewinn). Durch die Position des Quarterbacks hinter die Line of Scrimmage kann dieser also durchaus einige Schritte nach vorne machen und dennoch nicht in einem Lauf (Run), sondern in einem Sack durch einen Tackle zu Fall gebracht werden.
Ein Sack in der Endzone der angreifenden Mannschaft resultiert in einem Safety und die verteidigende Mannschaft erhält zwei Punkte. Der Sack geht als erzielte Leistung in die Statistik des verteidigenden Spielers ein, der den Tackle setzt. Falls mehrere Spieler an einem Sack beteiligt waren, bekommen sie jeweils einen halben Sack zugeschrieben. Der Raumverlust bei einem Sack wird in der Statistik des Teams von deren Yards im Passspiel abgezogen. Es ändert aber nicht den Raumgewinn des Quarterbacks in der individuellen Statistik.
Der Rekordhalter in der National Football League (NFL) ist der ehemalige Defensive End der Buffalo Bills, Bruce Smith, mit 200 Sacks.

## Rekorde

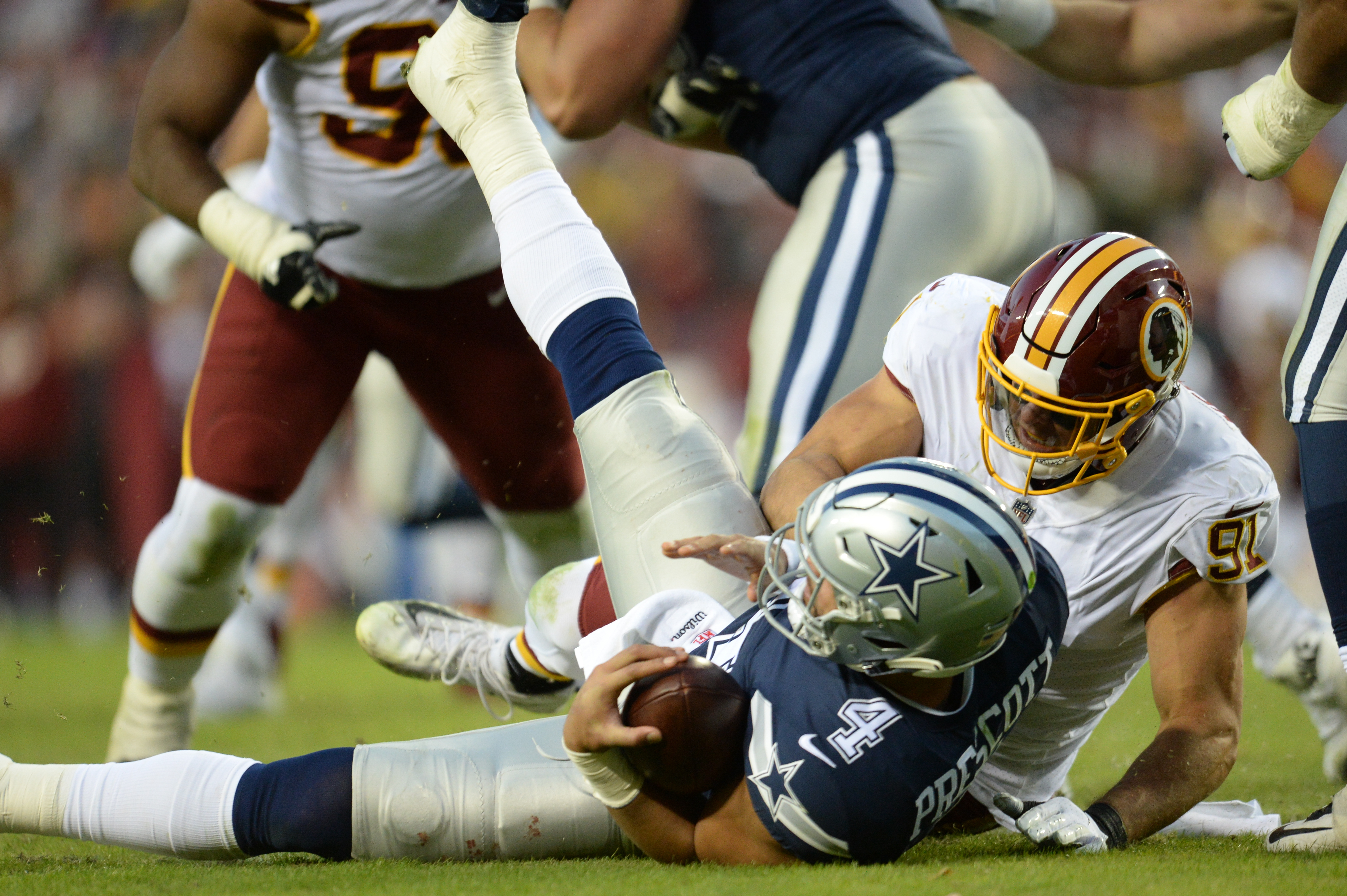
Linebacker Ryan Kerrigan (Washington Redskins) mit einem Sack gegen Quarterback Dak Prescott von den Dallas Cowboys (2018)

In der NFL werden Sacks offiziell erst seit 1982 gezählt. Folgende Rekorde bestehen zum Ende der Saison 2019:
Individualrekorde
- Sacks in einem Spiel: 7 – Derrick Thomas, 11. November 1990[7]
- Sacks in einer Saison: 22,5 – Michael Strahan, 2001 (Deacon Jones machte in 14 Spielen 26 Sacks in der Saison 1967 und 1968 24 Sacks)[8]
  - Sacks in der Rookiesaison: 14,5 – Jevon Kearse, 1999 (Al "Bubba" Baker verzeichnete in seiner Rookiesaison 1978 23 Sacks)[9]
- Sacks in einer Karriere: 200 – Bruce Smith, 1985–2003[10]
- Saisons mit mehr als 20 Sacks: 2 – J. J. Watt, 2012 und 2014[11]
- Sacks in einem Super Bowl: 4 – L. C. Greenwood, Super Bowl X[12][13]
- Sacks in Super Bowls, Karriere: 4,5, Charles Haley, 5 Spiele – Super Bowl XXIII, XXIV, XXVII, XXVIII, XXX[14]
- Sacks eingesteckt in einem Spiel: 12 – Bert Jones 26. Oktober 1980, Warren Moon, 29. September 1985 und Donovan McNabb, 30. September 2007[15]
- Sacks eingesteckt in einer Saison: 76 – David Carr, 2002[16]
- Sacks eingesteckt in der Karriere: 525 – Brett Favre, 1991–2010[17]

Teamrekorde
- Meiste Spiele nacheinander, in denen ein Sack verzeichnet wurde: 69 – Tampa Bay Buccaneers, 1999–2003[18]